# Schänibek Käribschanow
Schänibek Sälimuly Käribschanow (kasachisch Жәнібек Сәлімұлы Кәрібжанов, russisch Жаныбек Салимович Карибжанов; * 23. November 1948 in Aibas, Russische SFSR) ist ein kasachischer Politiker.

## Leben
Schänibek Käribschanow wurde 1948 im Dorf Aibas, Rajon Scherbakul im Oblast Omsk geboren. Er absolvierte 1971 das Staatliche Agrarinstitut in Omsk. Nach seinem Abschluss arbeitete er zunächst bis Januar 1975 am Staatlichen Agrarinstitut, bevor er danach unter anderem als stellvertretender Leiter des Bereichs Wissenschaftliche Forschung und technologisches Design am Institut für Kybernetik in Moskau beschäftigt war. Ab Juli 1982 war er Direktor eines landwirtschaftlichen Betriebes im Kreis Oktjabrskoje im Gebiet Torghai und erster stellvertretender Vorsitzender des Agrar- und Industrieausschusses des Gebietes Torghai.
Im Februar 1987 wurde er Leiter der Planungsabteilung für soziale und wirtschaftliche Entwicklung der Kasachischen SSR. Von September 1989 bis Februar 1992 war er Leiter der Agrarabteilung der Kommunistischen Partei Kasachstans, Leiter der Abteilung für Sozial- und Wirtschaftspolitik und Leiter der Präsidialverwaltung sowie der Abteilung für Finanzen und des Ministerkabinetts der Kasachischen SSR.
Nach der Unabhängigkeit Kasachstans wurde er 1992 zum Leiter der Regionalverwaltung des Gebietes Kökschetau ernannt. Nach rund einem Jahr auf diesem Posten bekleidete er ab Januar 1993 den Posten des stellvertretenden Premierministers und war außerdem Vorsitzender des Staatlichen Komitees der Republik Kasachstan für Staatseigentum. Seit Juni 1994 gehörte Käribschanow der kasachischen Regierung an. Er wurde noch unter Premierminister Sergei Tereschtschenko zum Landwirtschaftsminister ernannt und behielt diese Position auch unter seinem Nachfolger Akeschan Kaschegeldin, wurde im März 1996 aber durch Serik Aqymbekow ersetzt und wieder zum stellvertretenden Premierminister gemacht. Am 3. Juli 1997 wurde Käribschanow zum Äkim (Gouverneur) des Gebietes Aqmola ernannt. Im Dezember wurde er wieder stellvertretender Premierminister und ab Januar 1999 war er zum zweiten Mal Landwirtschaftsminister Kasachstans. Noch im Juli desselben Jahres wurde er von beiden Positionen entlassen und zum Berater des kasachischen Präsidenten Nursultan Nasarbajew ernannt. Zwischen November 2001 und Januar 2007 war er Botschafter Kasachstans in der Volksrepublik China. Am 11. Januar 2007 wurde er zum Äkim von Ostkasachstan ernannt. Im Mai 2008 wurde er Abgeordneter für Nur Otan in der Mäschilis. Vom Mai 2008 bis April 2010 war er Vizepräsident des Unterhauses des kasachischen Parlaments.
Seit 8. April 2010 ist Käribschanow Sonderbeauftragter des amtierenden Vorsitzenden der OSZE für Kirgisistan.

## Familie
Schänibek Käribschanow ist verheiratet und hat mit seiner Frau drei Söhne.